# Lophozia savicziae
Lophozia savicziae là một loài Rêu trong họ Jungermanniaceae. Loài này được Schljakov mô tả khoa học đầu tiên năm 1973.